# Xiong Xun
Xiong Xun (chinois : 熊徇,(??? - 800 av. J.C) est le treizième Vicomte de Chu. Il règne entre l'an 821 et l'an 800 av. J.C, vers la fin de la période de la dynastie Zhou de l'Ouest . 
Xiong Xun est le fils de Xiong Yan. En tout, ce dernier a eu quatre enfants : Xiong Shuang (chinois : 熊霜), Xiong Xue (chinois : 熊雪), Xiong Kan (chinois : 熊堪) et Xun, qui est le plus jeune de la fratrie. Lorsque Yan meurt en 828 av. J.C, c'est Shuang, l'ainé des quatre frères, qui lui succède. Mais, lorsque Shuang décède à son tour en 822 av. J.C, ses trois frères entrent en conflit pour s'emparer du trône. En définitive, c'est Xun qui s'empare du pouvoir, tandis que Xue est tué  et que Kan s'enfuit s'enfuit dans l'état de Pu (chinois : 濮).
Xiong Xun règne pendant 22 ans, jusqu’à son décès qui survient en 800  av. J.C. C'est son fils Xiong E qui lui succède et devient le quatorzième vicomte de Chu